# 154997 Marstream
154997 Marstream è un asteroide della fascia principale interna. Scoperto nel 2005, presenta un'orbita caratterizzata da un semiasse maggiore pari a 1,984680 UA e da un'eccentricità di 0,032113, inclinata di 20,754397° rispetto all'eclittica.